# Xenotemna pallorana
Genre
Espèce
Xenotemna pallorana est une espèce nord-américaine de lépidoptères (papillons) de la famille des Epermeniidae. Elle est l'unique représentante du genre monotypique Xenotemna.

## Description
L'imago a une longueur de l'aile antérieure (LAA) de 8,5 à 14 mm. La couleur des ailes antérieures varie du jaune pâle au crème ou au brun clair. Les ailes postérieures sont gris brunâtre et blanches ou jaunâtres.
La chenille mesure plus de 20 mm.

## Répartition
On trouve Xenotemna pallorana en Amérique du Nord, de l'Alaska à la Californie, vers l'est jusqu'à la Floride, au Québec et à l'Ontario.

## Écologie
L'espèce produit deux générations par an, et les adultes volent de mai à août. L'espèce passe l'hiver sous forme de chenille à mi-stade larvaire, et la nymphose a lieu dans le site d'alimentation final des chenilles.
La chenille mine les feuilles de sa plante hôte. Elle se nourrit des Aster, Erigeron annuus, Silphium, Solidago, Symphyotrichum novae-angliae, Hypericum perforatum, Medicago sativa, Melilotus officinalis, Trifolium, Monarda fistulosa, Picea glauca, Pinus banksiana, Pinus resinosa, Pinus strobus, Pinus sylvestris, Fragaria, Malus, Prunus pumila, Prunus serotina, Prunus virginiana, Rosa, Comandra umbellata, Ulmus et Verbena.

### Xenotemna
- (en) FUNET Tree of Life :  Xenotemna
- (en) BioLib : Xenotemna Powell, 1964
- (en) Catalogue of Life : Xenotemna Powell, 1964 (consulté le 12 avril 2023)
- (fr + en) EOL : Xenotemna
- (en) FUNET Tree of Life :  Xenotemna
- (fr + en) GBIF : Xenotemna
- (en) IRMNG : 1296598
- (en) LepIndex : Xenotemna Powell, 1964
- (en) NCBI : Xenotemna (taxons inclus)
- (en) Taxonomicon : Xenotemna Powell, 1964

### Xenotemna pallorana
- (en) Moth Photographers Group.
- (en) Butterflies and Moths of North America.
- (en) BugGuide.
- (en) FUNET Tree of Life :  Xenotemna pallorana
- (en) Catalogue of Life : Xenotemna pallorana Robinson, 1869 (consulté le 11 décembre 2020)
- (fr + en) EOL : Xenotemna pallorana Robinson 1869
- (en) FUNET Tree of Life :  Xenotemna pallorana
- (fr + en) GBIF : Xenotemna pallorana Robinson 1869
- (en) NCBI : Xenotemna pallorana (taxons inclus)